# Comité national des Douanes (Azerbaïdjan)
Le Comité national des Douanes est une agence gouvernementale au sein du Cabinet d'Azerbaïdjan de la République d'Azerbaïdjan. Le comité est dirigé par Shahin Bagirov.

## Histoire
Le bureau des douanes de Bakou a été créé en 1809 dans le cadre du district douanier d'Astrakhan au sein de l'Empire russe. Le 31 juillet 1831, il a été transféré au district douanier de Transcaucasie.
Après l'effondrement de l'Union soviétique et le rétablissement de l'indépendance de l'Azerbaïdjan le 30 janvier 1992, le Comité national des Duanes a été créé en tant qu'organe d'État de la République d'Azerbaïdjan.

## Structure
Le comité est dirigé par son président. Les principales fonctions du comité sont:
- l'application de la politique douanière et la préparation du programme de développement de l'activité douanière en République d'Azerbaïdjan;
- la préparation de programmes économiques et l'octroi de licences pour les biens et marchandises passant par les points de contrôle douanier ;
- la perception des taxes et droits de douane sur les marchandises passant la frontière ;
- la délivrance de certificats;
- l'organisation de l'enregistrement du fret et du transport;
- la participation à l'élaboration et à la mise en œuvre de politiques publiques pour une utilisation et une protection efficaces des réserves naturelles dans le secteur azerbaïdjanais de la mer Caspienne ;
- aider les forces de l'ordre azerbaïdjanaises à lutter contre le terrorisme international et le trafic de drogue;
- la fourniture de données statistiques sur les douanes du commerce extérieur et les organes douaniers spéciaux de l'Azerbaïdjan;
- prendre des mesures pour la protection des droits et des intérêts des particuliers et des entreprises légales dans l'exercice des activités douanières ;
- la participation aux activités des organisations douanières internationales;
- organiser des recherches scientifiques dans le secteur douanier, etc[3].

## Relations internationales
Le Comité national des douanes de la République d'Azerbaïdjan coopère avec les services douaniers des membres de l'Organisation mondiale des douanes afin de renforcer la coopération internationale. Actuellement, des accords et des mémorandums ont été signés entre le Comité national des douanes de la République d'Azerbaïdjan et les organisations douanières de la fédération de Russie, d'Irlande du Nord, de Grèce, de Lituanie, du Pakistan, de Roumanie, de Turquie, de Grande-Bretagne, etc.
En 2001, le Comité national des Douanes de la République d'Azerbaïdjan a été admis au Comité financier de l'Organisation mondiale des douanes. Ce comité organise des cours et des séminaires en coopération avec des structures internationales afin d'améliorer les compétences du personnel.